# One red paperclip

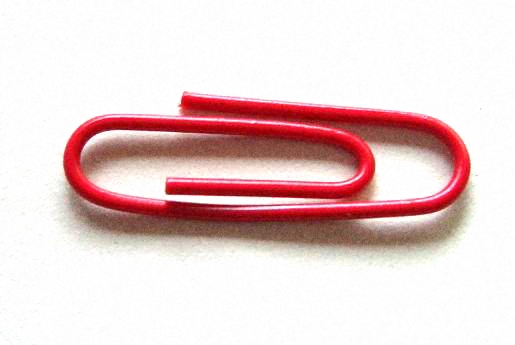
Spinacz, który Kyle MacDonald wymienił na dom.

One red paperclip – strona internetowa stworzona przez Kyle'a MacDonalda, kanadyjskiego blogera, który zaczął wymieniać się na coraz droższe lub lepsze rzeczy. Zaczął od pojedynczego czerwonego spinacza i poprzez serię wymian osiągnął swój cel, czyli dom. Zajęło mu to rok.

## Kalendarium wymian
Kalendarium oparte na jego blogu i podsumowane przez BBC
- 14 lipca 2005: jedzie do Vancouver i wymienia spinacz na długopis w kształcie ryby.
- Tego samego dnia w Seattle wymienia go na ręcznie rzeźbioną klamkę, którą nazwał „Knob-T”.
- 25 lipca 2005: jedzie do Amherst (Massachusetts), z przyjacielem aby wymienić Knob-T’a na grill podróżny z paliwem.
- 24 września 2005: jedzie do San Clemente (Kalifornia) i wymienia grill na generator.
- 16 listopada 2005: podejmuje drugie udane podejście (po konfiskacie generatora przez straż pożarną) w Maspeth, aby wymienić generator na pusty keg do piwa wraz z neonowym napisem „Budweiser”
- 8 grudnia 2005: wymienia keg na skuter śnieżny.
- W przeciągu tygodnia: wymienia go na dwuosobową wycieczkę do Yahk.
- 7 stycznia 2006: wymienia wycieczkę na ciężarówkę do przeprowadzek.
- 22 lutego 2006: wymienia ciężarówkę na kontrakt nagraniowy z Metal Works w Toronto.
- 11 kwietnia 2006: wymienia kontrakt na roczną opłatę za czynsz w Phoenix.
- 26 kwietnia 2006: wymienia roczną opłatę za czynsz w Phoenix na popołudnie z Alice Cooperem.
- 26 maja 2006: wymienia spotkanie z Cooperem na kulę śnieżną zespołu Kiss.
- 2 czerwca 2006: wymienia kulę na rolę w filmie
- 5 lipca 2006: wymienia rolę na dom w Kipling (Saskatchewan).

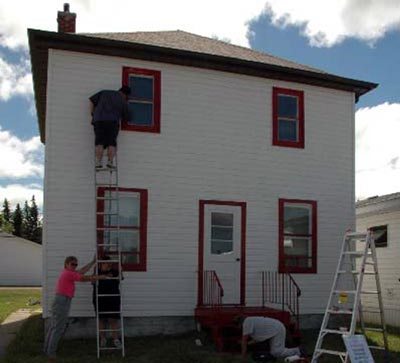
Posiadłość Kyle’a MacDonalda pod adresem 503 Main Street w Kipling w prowincji Saskatchewan, którą nabył w drodze barteru w 2006

## Kyle MacDonald
MacDonald (ur. 3 października 1979) jest obywatelem Kanady z Belcarra